# Олехкова
О́лехкова, на местном наречии Оле́хкува — деревня в волости Сетомаа уезда Вырумаа, Эстония. Исторически относится к нулку Вааксаары.
До административной реформы местных самоуправлений Эстонии 2017 года входила в состав волости Меремяэ.

## География и описание
Расположена у российско-эстонской границы, в 27 километрах к юго-востоку от уездного центра — города Выру. Расстояние до волостного центра — посёлка Вярска — 28 километров. Высота над уровнем моря — 169 метров.
Климат переходный от морского к континентальному. Официальный язык — эстонский. Почтовый индекс — 65321.

## Население
По данным переписи населения 2021 года, в Олехкова насчитывалось 8 жителей, все — эстонцы (сету в перечне национальностей выделены не были).
По данным переписи населения 2011 года, в деревне проживали 9 человек, из них 7 (77,8 %) — эстонцы (сету в перечне национальностей выделены не были).
Численность населения деревни Олехкова по данным переписей населения:
| Год  | 1959 | 1970 | 2000 | 2011 | 2021 |
| ---- | ---- | ---- | ---- | ---- | ---- |
| Чел. | 38   | ↘ 23 | ↘ 15 | ↘ 9  | ↘ 8  |

## История
В письменных источниках 1585 года упоминается Отлухово Олешино, 1882 года — Алехново, Олехново (отрез), 1904 года — Olehkova, Але́хново, примерно 1920 года — Alehnova, 1922 года — Olehnova. В 1939 году также упоминается как Alamäe, Alaküla и Ooleku.
На военно-топографических картах Российской империи (1866–1867 годы), в состав которой входила Лифляндская губерния, деревня обозначена как Алехнова.
В XIX веке деревня входила в Кулейскую общину (эст. Koolina kogukond) и относилась к Паниковскому приходу (эст. Pankjavitsa kogudus). В 1977–1997 годах была частью деревни Куйгы.

## Происхождение топонима
В Институте эстонского языка считают, что название деревни произошло от личного имени с непривычным для русской фонетики окончанием -хно, в частности: Алексей (др.-греч. Ἀλέξιος/Alexios — «защитник», «помощник», «охранитель») → Алехно → Алехново, Олехново (можно сравнить с белорусскими именами Олехнович, Алехнович). Таким же образом фамилии Алёхин и Алёхов происходят от крёстного имени Алексей, возможно, также, от имени Александр (др.-греч. Ἀλέξανδρος/Alexandros — «защитник»). Топоним Алёхново распространён в России, особенно на Псковщине; Олехново — на Валдае и в Белоруссии. 
Этнограф и языковед Юри Труусманн предполагал, что Алехново происходит от слова «олень», при этом сравнивая его также со словом ′eläin′ («животное») и учитывая возможной основой слово ′ale′ («метод обработки земли»).

## Комментарии
1. ↑  Эстонские топонимы, оканчивающиеся на -а, не склоняются и не имеют женского рода (исключение — Нарва)[9].